# Nicole Carignan
Nicole Carignan (* 1952 in Plessisville/Québec) ist eine kanadische Hochschullehrerin und Komponistin.

## Leben
Carignan studierte an der ´Université du Québec à Montréal (UQAM) Musikpädagogik und an der Universität Montreal Komposition bei André Prévost und komparative und interkulturelle Erziehung bei Émile Ollivier. Sie unterrichtete Komposition an der Akademi Musik Indonesia, war Professorin an der Cleveland State University und ist Professorin für interkulturelle Erziehung an der Fakultät für Bildungswissenschaften der UQUAM. Außerdem nahm sie an zahlreichen Fortbildungsprojekten, Seminaren und Workshops zum Thema Komposition in Südafrika, Ost- und Westeuropa, Russland und den USA teil. Sie ist Vorstandsmitglied der International Association for Intercultural Research (ARIC).
Wissenschaftlich arbeitet Carignan beim  Laboratoire de recherche et d’intervention sur le changement social, l’analyse des politiques et des professionnalités en éducation (LABRIPROF CRIFPE) und im Bereich Pluriethnicité en éducation (PLURI) der UQAM. Als Komponistin arbeitete sie an einer CD-ROM-Reihe, die Jugendlichen die Vielfalt westlicher und nicht-westlicher Musikkulturen nahebringen soll. Die Musikbox wurde 1997 für den Award of Excellence nominiert, der von der Alliance for Children and Television verliehen wird.